# Lãnh thổ Ủy thác Liên Hợp Quốc

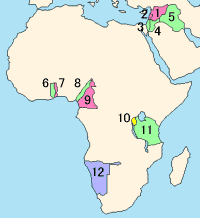
Lãnh thổ Ủy thác Liên Hợp Quốc tại châu phi

Các Lãnh thổ Ủy thác Liên Hợp Quốc (United Nations Trust Territories) là hậu thân của các Lãnh thổ Ủy trị Hội Quốc Liên (League of Nations mandates) còn lại và bắt đầu tồn tại khi Hội Quốc Liên ngừng hoạt động năm 1946. Tất cả các lãnh thổ ủy thác được quản lý bởi Hội đồng Ủy thác Liên Hợp Quốc. Chỉ có một lãnh thổ không được chuyển đổi là Tây Nam Phi, vùng lãnh thổ mà Nam Phi khăng khăng rằng vẫn dưới đặt dưới sự quản lý của Lãnh thổ Ủy trị Hội Quốc Liên, và sau đó giành độc lập vào năm 1990 với tên Namibia. Trở ngại lớn nhất chính là việc các hướng dẫn cho lãnh thổ ủy thác yêu cầu các vùng đất này được chuẩn bị để trở thành độc lập và tuân theo nguyên tắc đa số làm chủ.
Khái niệm này khác với một sự bảo hộ của Liên Hợp Quốc, một chính phủ tạm thời thuộc quyền quản lý trực tiếp của Liên Hợp Quốc như Kosovo, Campuchia hay Đông Timor.

## Các lãnh thổ ủy thác và các tổ chức điều hành ủy thác
Tất cả các vùng lãnh thổ trước đây đều là Lãnh thổ Ủy trị Hội Quốc Liên:
- Lãnh thổ Ủy thác Cameroon, dưới sự điều hành của Pháp: tuyên bố độc lập ngày 1 tháng 1 năm 1960 với tên gọi Cộng hòa Cameroon.
- Lãnh thổ Ủy thác Cameroon, dưới sự điều hành của Anh: nhỏ hơn vùng Cameroon thuộc Anh, vùng lãnh thổ này chia thành 2 phần Bắc Cameroon và Nam Cameroon. Sau một cuộc trưng cầu dân ý tiến hành vào ngày 11 tháng 2 năm 1961, ngày 31 tháng 5 Bắc Cameroon trở thành một phần của Nigeria trong khi Nam Cameroon sáp nhập vào Cộng hòa Cameroon vào ngày 1 tháng 10 cùng năm.
- Lãnh thổ Ủy thác Tân Guinea (Papua New Guinea), dưới sự điều hành của Úc: phần đông bắc của vùng lãnh thổ đã từng là một vùng lãnh thổ ủy trị, trong khi đó phần đông nam thuộc về Úc trước Chiến tranh thế giới thứ nhất, sau Chiến tranh thế giới thứ hai, cả hai vùng kết hợp thành một về mặt hành chính, mặc dù vẫn có sự phân biệt về mặt pháp lý giữa các vùng lãnh thổ của Papua và Lãnh thổ của New Guinea. Năm 1975, hai thực thể đã được thống nhất về mặt pháp lý và trở thành quốc gia độc lập Papua New Guinea. Nửa phía tây của hòn đảo này, trước đây là thuộc địa của Hà Lan và nay là một phần của Indonesia, chưa bao giờ là một phần của một trong hai vùng lãnh thổ trên.
- Lãnh thổ Ủy thác Ruanda-Urundi, dưới sự điều hành của Bỉ (nằm cạnh Thuộc địa Congo thuộc Bỉ): trở thành 2 quốc gia độc lập Rwanda và Burundi năm 1962.
- Lãnh thổ Ủy thác Tanganyika, dưới sự điều hành của Anh: tuyên bố độc lập năm 1961, sau sáp nhập với vùng bảo hộ Zanzibar thuộc Anh và thành lập nước Cộng hòa Thống nhất Tanzania.
- Lãnh thổ Ủy thác Togoland, dưới sự điều hành của Pháp: trở thành Cộng hòa Togo năm 1960.
- Lãnh thổ Ủy thác Togoland, dưới sự điều hành của Anh: nhỏ hơn lãnh thổ ủy thác của Pháp, sáp nhập với thuộc địa Bờ Biển Vàng thuộc Anh năm 1956, sau đó giành độc lập và thành lập Cộng hòa Ghana năm 1957.
- Lãnh thổ Ủy thác Tây Samoa, dưới sự điều hành của New Zealand: tuyên bố độc lập, thành lập Nhà nước Độc lập Samoa năm 1962.

## Các lãnh thổ từng là thuộc địa của Đức và Nhật
Tất cả các vùng lãnh thổ trước đây đều là Lãnh thổ ủy trị Hội Quốc Liên:
- Lãnh thổ Ủy thác Nauru, dưới sự điều hành chính của Úc, cùng với New Zealand và Anh: trao trả độc lập năm 1968.
- Lãnh thổ Ủy thác các quần đảo ở Thái Bình Dương, dưới sự điều hành của Hoa Kỳ: các quốc gia lần lượt tách ra là Cộng hòa Quần đảo Marshall (năm 1979), Liên bang Micronesia (năm 1978), Khối Thịnh vượng chung Quần đảo Bắc Mariana (năm 1978) và Cộng hòa Palau (năm 1981).

## Lãnh thổ từng là nhượng địa của Ý
- Lãnh thổ Ủy thác Somaliland dưới sự điều hành của Ý: Lãnh thổ này của Ý được Liên Hợp Quốc chỉ định khai thác vùng thuộc địa cũ vào năm 1950, đến năm 1960 cùng với vùng Somaliland thuộc Anh giành được độc lập.

## Các lãnh thổ được đề xuất ủy trị
- Bán đảo Triều Tiên: Trong các cuộc đàm phán thời Chiến tranh thế giới thứ hai, Franklin D. Roosevelt đã đề xuất bán đảo Triều Tiên được đặt dưới một chính quyền ủy trị dưới sự điều hành của Mỹ và Liên Xô. Kế hoạch này đã không được nhắc tới sau cái chết của Roosevelt vào ngày 12 tháng 4 năm 1945, mặc dù nó đã được bàn tới trong các Hội nghị tại Moskva tháng 12 năm 1945, và gây ra tình trạng bất ổn dân sự lớn trên bán đảo Triều Tiên.[1]
- Lãnh thổ Ủy trị Palestine: Chính phủ Hoa Kỳ dưới thời Harry Truman đã đề xuất một trạng thái ủy thác của Liên Hợp Quốc cho Palestine vào năm 1948.[2]